# クリス・オーウェン
クリス・オーウェン (Chris Owen, 1980年9月25日 - ) は、アメリカ合衆国のミシガン州出身の俳優。
主に青春映画やコメディ映画の脇役として活躍している。
1999年、青春コメディ映画にして大ヒットを記録した『アメリカン・パイ』に出演。嫌味な性格で主人公と対立するキャラクターの一人チャック・シャーマン（通称シャーミネーター）を演じている。この役の通称は『ターミネーター』から来ており、アンドロイドであるT-800のような言い回しをするためである。『アメリカン・パイ』シリーズには、第2作とスピンオフ作品にも出演している。
『待ちきれなくて…』（1998年）では台詞はないものの、常に何か万引きしている少年を、『遠い空の向こうに』（1999年）では主人公の友人の一人のガリ勉少年を演じ、演技の幅の広さを見せた。

## 主な出演作品
- どんな時も Angus (1995)
- デイモン・ウェイアンズはメジャー・ペイン Major Payne (1995)
- プロブレムでぶ/何でそうなるの?! Black Sheep (1996)
- 待ちきれなくて… Can't Hardly Wait (1998)
- シーズ・オール・ザット She's All That (1999)
- アメリカン・パイ American Pie (1999)
- 遠い空の向こうに October Sky (1999)
- ヘッド・ロック GO!GO! アメリカン・プロレス Ready to Rumble (2000)
- アメリカン・サマー・ストーリー American Pie 2 (2001)
- オーシャン・オブ・ファイヤー Hidalgo (2004)
- ディア・ウェンディ Dear Wendy (2005)
- アメリカン・パイ in バンド合宿 American Pie Presents Band Camp (2005)
- ミスト The Mist (2007)
- FLYING FORTRESS フライング・フォートレス Fortress (2011)
- アメリカン・パイパイパイ!完結編 俺たちの同騒会 American Reunion (2012)